# Västervattnet, Jämtland
Västervattnet är en sjö i Strömsunds kommun i Jämtland och ingår i Ångermanälvens huvudavrinningsområde. Sjön har en area på 1,84 kvadratkilometer och ligger 345,8 meter över havet. Sjön avvattnas av vattendraget Järilån.

## Delavrinningsområde
Västervattnet ingår i det delavrinningsområde (710471-149107) som SMHI kallar för Utloppet av Västervattnet. Medelhöjden är 401 meter över havet och ytan är 16,25 kvadratkilometer. Det finns ett avrinningsområde uppströms, och räknas det in blir den ackumulerade arean 33,66 kvadratkilometer. Järilån som avvattnar avrinningsområdet har biflödesordning 4, vilket innebär att vattnet flödar genom totalt 4 vattendrag innan det når havet efter 245 kilometer. Avrinningsområdet består mestadels av skog (79 procent). Avrinningsområdet har 1,84 kvadratkilometer vattenytor vilket ger det en sjöprocent på 11,3 procent.